# Jean-Marc Birkholz
Jean-Marc Birkholz est un acteur allemand né le 7 janvier 1974 à Berlin et ayant été remarqué en France dans la série Le Destin de Lisa.

## Biographie et Carrière
Jean-Marc Birkholz grandit à Berlin-Friedrichshain. Il reçoit sa formation d'acteur à la Fritz-Kirchhoff-Schauspiel-Schule (école d'acteurs Fritz Kirchhoff) Der Kreis (le Cercle) de Berlin entre 1996 et 1999. Dans le même temps il entre en scène pour la première fois dans le Renaissance-Theater (Théâtre de la renaissance) et dans le théâtre carrousel à Berlin.
Entre 2001 et 2006 et de nouveau depuis 2012 il joue le rôle du chef apache fictif Winnetou sur deux théâtres de plein air : Felsenbühne Rathen en Saxe et Elspe-Festival en Rhénanie-du-Nord-Westphalie . Les deux scènes sont connues pour leurs adaptations des ouvrages du célèbre écrivain allemand Karl May et jouissent d’une grande popularité en Allemagne.
Pendant les années 2005 et 2006 il joue le rôle du photographe Marc Trojan dans la série télévisée Le Destin de Lisa (Verliebt in Berlin), un feuilleton télévisé allemand qui gagne le Deutscher Fernsehpreis (prix de la télé allemande) en 2005 et la Rose d'or en 2006. Il reprend le même rôle dans la deuxième saison de la série, Le Destin de Bruno, entre 2006 et 2007.
En 2009/2010 il endosse le rôle d’un jeune vétérinaire qui souffre du cancer dans le film cinéma international Connected by Time. Le film est représenté à l’occasion de plusieurs festivals du film dans des pays différents. Dans les années suivantes, il endosse plusieurs rôles dans des films internationaux pour le cinéma et la télévision.
Outre son métier d'acteur, il est également narrateur dans des pièces radiophoniques et auteur. Entre 2008 et 2009 il écrit trois pièces de théâtre qui sont représentées pour la première fois pendant la même période. Il fait également du doublage, par exemple pour le dessin animé Fée Lili-Rose.

## Filmographie (extrait)
- 2020 : Enemy Lines (film cinéma) : Lehmann
- 2019 : Zoya (film TV)
- 2019 : Enemy Lines (film TV)
- 2018 : Chernobyl (série TV)
- 2017 : Sniper – Officer Smersh (film cinéma) : Tireur d'élite Lothar von Diebitz
- 2015 : Brigade du crime (SOKO Leipzig – Wem gehört die Stadt) (série TV) : rédacteur en chef
- 2012 : SMERSH Spies Must Die – The Foxhole (film TV) : colonel Neuber[3]
- 2011 : Polizeiruf 110: Raubvögel (de) (film TV) : André Wanka
- 2010 : Auch das noch! (série comédie TV) : rôles divers
- 2009 : Connected by Time (film cinéma): Martin
- 2008 : Au rythme de la vie (Gute Zeiten, schlechte Zeiten) (série TV) : Marcel Borck
- 2006 : Das Verhör (film cinéma) : agent de la police secrète
- 2006–2007 : Le Destin de Bruno (Verliebt in Berlin) (série TV) : Marc Trojan
- 2005-2006 : Le Destin de Lisa (Verliebt in Berlin) (série TV) : Marc Trojan